# Ломмис
Ломмис (нем. Lommis) — коммуна в Швейцарии, в кантоне Тургау. 
Входит в состав округа Мюнхвилен. Население составляет 1049 человек (на 31 декабря 2007 года). Официальный код  —  4741.